# Колесников Сергій Миколайович
Сергій Миколайович Колесников (нар. 1907, Російська імперія — пом. 19??, РРФСР) — радянський футболіст та тренер, вситупав на позиції півзахисника.

## Кар'єра гравця
Футболом розпочав займатися в Царицині 1923 року в команді залізничного вузла. У 1927-1937 роках входив до складу збірної Сталінграда. У 1930 році грав у команді радторгслужбовців ССТС (колишній «Профінтерн»). Закінчив сталінградський технікум фізичної культури. У 1931 році став гравцем сталінградського «Динамо». У 1935 році перейшов до сталінградського «Трактора», який на той час виступав під назвою «Дзержинець-СТЗ». У складі клубу «Трактор» у вищій лізі чемпіонату СРСР провів 32 матчі (відзначився 2 голами). Футбольну кар'єру завершив 1940 року.

## Кар'єра тренера
По завершенні кар'єри гравця розпочав тренерську діяльність. З червня 1945 року по завершення сезону 1946 року тренував сталінградський «Трактор». Потім прийняв запрошення приєднатися до тренерського штабу «Трудових Резервів» (Ворошиловград), в якому спочатку допомагав тренувати, а з жовтня й до кінця 1951 року займав посаду виконувача обов'язків головного тренера.

## Статистика

### Клубна
| Команда                | Сезон             | Чемпіонат         | Чемпіонат | Чемпіонат | Кубок | Кубок | Загалом | Загалом |
| Команда                | Сезон             | Рів.              | Матчі     | Голи      | Матчі | Голи  | Матчі   | Голи    |
| ---------------------- | ----------------- | ----------------- | --------- | --------- | ----- | ----- | ------- | ------- |
| «Дзержинець-СТЗ»       | 1936              | IV                | 2*        | 0*        | 3     | 1     | 5*      | 1*      |
| «Трактор» (Сталінград) | 1937              | IV                | 11        | 1         | 2     | 0*    | 13      | 1*      |
| «Трактор» (Сталінград) | 1938              | I                 | 13        | 0         | 0     | 0     | 13      | 0       |
| «Трактор» (Сталінград) | 1939              | I                 | 16        | 2         | 1     | 0     | 17      | 2       |
| «Трактор» (Сталінград) | 1940              | I                 | 2         | 0         | —     | —     | 2       | 0       |
| «Трактор» (Сталінград) | Загалом           | Загалом           | 42        | 3         | 3     | 0*    | 45      | 3*      |
| Усього за кар'єру      | Усього за кар'єру | Усього за кар'єру | 44*       | 3*        | 6     | 1*    | 50*     | 4*      |

Примітка: позначкою * відзначені колонки, дані в яких вказані, можливо, вищі, ніж реальні.

## Досягнення

### Клубні

#### Як гравця
«Трактор» (Сталінград)
- Група «Г» чемпіонату СРСР
  -  Чемпіон (1): 1937